# Textanalyse
La textanalyse est une méthode d’approche psychanalytique des œuvres littéraires consistant à « écouter », en laissant de côté l’auteur, ce qu’un texte murmure à l’inconscient du lecteur et du critique; l’avant-texte doit en relever dans la mesure où il est texte.

### Par Jean Bellemin-Noël
- Psychanalyse et littérature, PUF, "Quadrige", 2002
- Une balade en galère avec Julien Gracq, P.U Mirail, 1995
- Diaboliques au divan (Barbey d’Aurevilly), Ombres, 1991
- Interlignes, 3 vol, P.U Septentrion, 1988